# GDE1
GDE1 (англ. Glycerophosphodiester phosphodiesterase 1) – білок, який кодується однойменним геном, розташованим у людей на 16-й хромосомі. Довжина поліпептидного ланцюга білка становить 331 амінокислот, а молекулярна маса — 37 718.
| 10         |  | 20         |  | 30         |  | 40         |  | 50         |
| ---------- |  | ---------- |  | ---------- |  | ---------- |  | ---------- |
| MWLWEDQGGL |  | LGPFSFLLLV |  | LLLVTRSPVN |  | ACLLTGSLFV |  | LLRVFSFEPV |
| PSCRALQVLK |  | PRDRISAIAH |  | RGGSHDAPEN |  | TLAAIRQAAK |  | NGATGVELDI |
| EFTSDGIPVL |  | MHDNTVDRTT |  | DGTGRLCDLT |  | FEQIRKLNPA |  | ANHRLRNDFP |
| DEKIPTLREA |  | VAECLNHNLT |  | IFFDVKGHAH |  | KATEALKKMY |  | MEFPQLYNNS |
| VVCSFLPEVI |  | YKMRQTDRDV |  | ITALTHRPWS |  | LSHTGDGKPR |  | YDTFWKHFIF |
| VMMDILLDWS |  | MHNILWYLCG |  | ISAFLMQKDF |  | VSPAYLKKWS |  | AKGIQVVGWT |
| VNTFDEKSYY |  | ESHLGSSYIT |  | DSMVEDCEPH |  | F          |  |            |

A: Аланін

C: Цистеїн

D: Аспарагінова кислота

E: Глутамінова кислота

F: Фенілаланін

G: Гліцин

H: Гістидин

I: Ізолейцин

K: Лізин

L: Лейцин

M: Метіонін

N: Аспарагін

P: Пролін

Q: Глутамін

R: Аргінін

S: Серин

T: Треонін

V: Валін

W: Триптофан

Кодований геном білок за функцією належить до гідролаз. 
Білок має сайт для зв'язування з іонами металів, іоном магнію. 
Локалізований у клітинній мембрані, мембрані, цитоплазматичних везикулах.